# 바시킴 피노

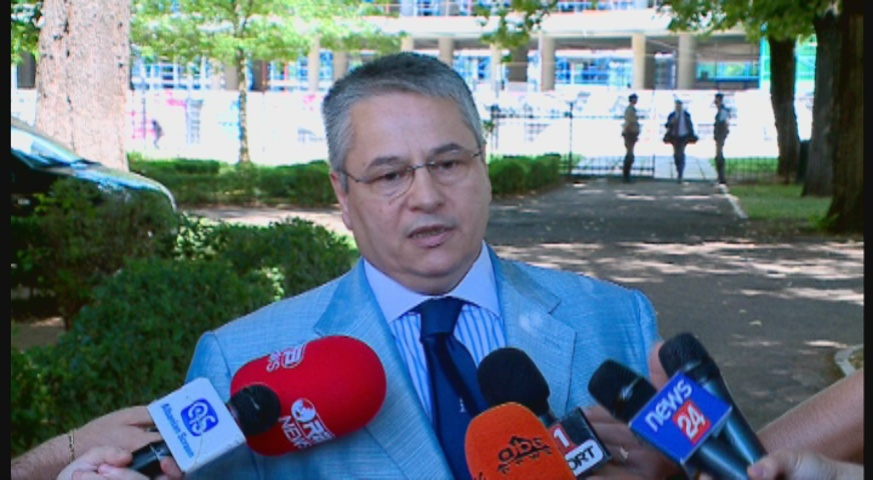
바시킴 피노(2014년)

바시킴 피노(알바니아어: Bashkim Fino, 1962년 10월 12일~2021년 3월 29일)는 알바니아의 정치인이다. 그는 1997년에 알바니아의 총리를 지냈다.

## 소개
티라나 대학교와 미국에서 경제학을 전공하고 고향인 지로카스터르에서 경제학자로 활동했다.
1992년 지로카스터르 시장으로 당선되었다. 1997년 알바니아 폭동 중이던 1997년 3월 11일에 민주당 소속 대통령 살리 베리샤가 중재안의 일환으로 야당인 사회당 소속의 피노를 총리로 지명했다. 1997년 6월 실시한 총선에서 사회당이 과반의 승리를 거두고 나서 총리직은 파토스 나노에게 넘어갔다.
피노는 인테르나치오날레를 응원하는 축구 팬으로, 2018년에 알바니아 축구 협회의 회장 선거에 나가기도 했다. 2021년 3월 29일 코로나19로 사망하였다.